# Mont Gioberney
Il Mont Gioberney è una montagna sita nel Massiccio des Écrins ed alta 3.351 m s.l.m.

## Caratteristiche

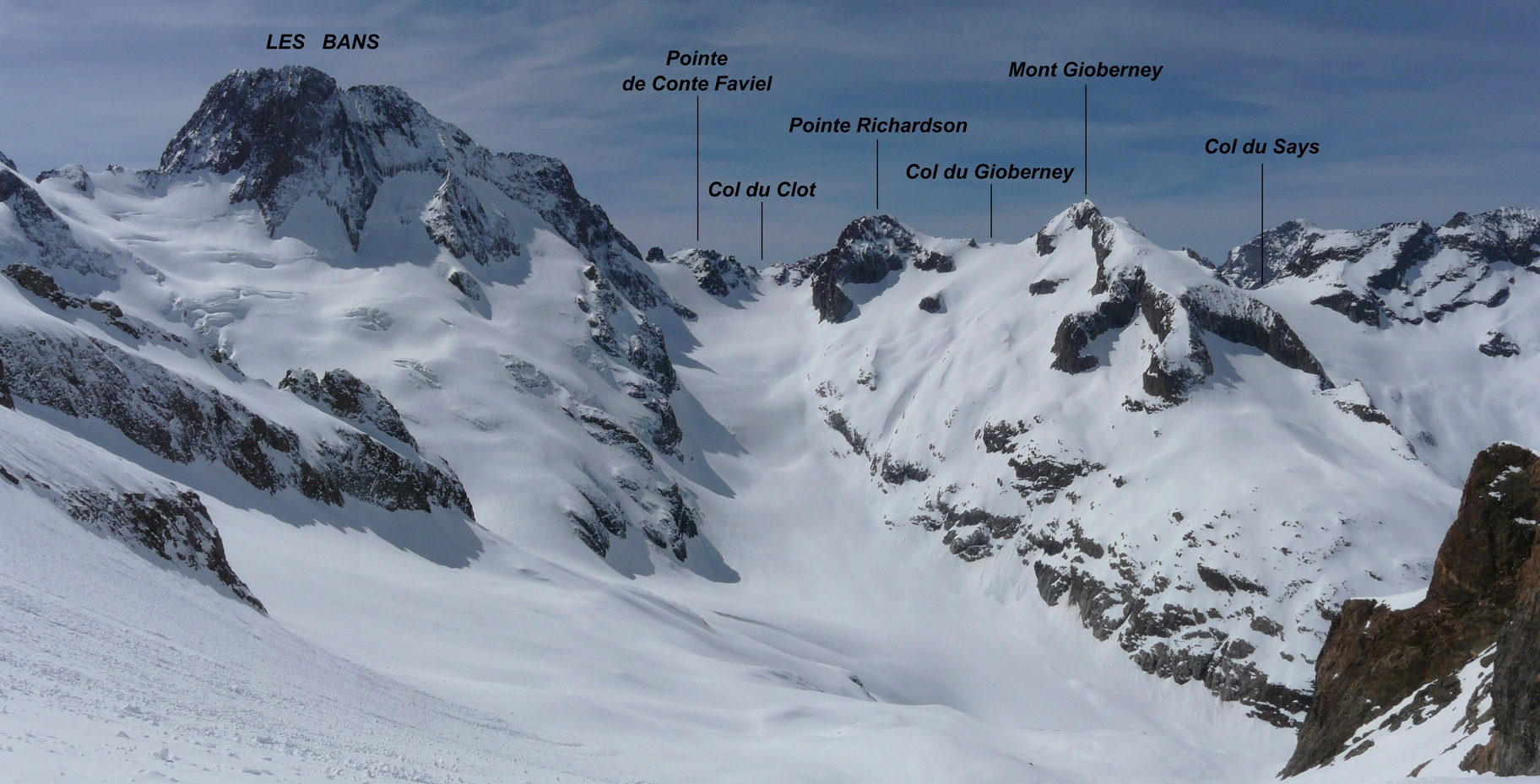
Visione dal Bans al mont Gioberney e con in basso il ghiacciaio della Pilatte.

È sovrastata dall'imponente mole del Bans che si trova a sud-est ed è circa 300 metri più alto. Ad est è lambita dal vasto glacier de la Pilatte, in uno splendido quadro di alta montagna.

## Ascesa alla vetta
La via normale di salita alla vetta è molto facile per alpinisti equipaggiati, e si svolge su pietraie poi neve, a partire dal comodo refuge de la Pilatte. Si tratta prima di salire il versante est fino al Col du Gioberney (3.233 m) e poi la cresta sud della montagna.